# Alexandru Tyroler
 Alexandru Sándor Tyroler  (* 19. Oktober 1891 in Garamszentkereszt (heute Žiar nad Hronom); † 3. Februar 1973 in Budapest) war ein ungarisch-rumänischer Schachmeister. 

## Leben
Bereits 1912 belegte er bei einem Turnier in Temesvár den 5. Platz. 1925 gewann er dann ein Turnier in Bukarest. Im Jahr darauf gewann er in Sibiu, was gleichbedeutend mit dem Gewinn der rumänischen Meisterschaft war. Diesen Erfolg wiederholte er 1927 in Bukarest. Bei den Amateurweltmeisterschaften in Den Haag belegte er allerdings dann nur den 15. Platz, gewann aber 1929 nochmals die rumänische Meisterschaft für sich. Diesmal fanden die Titelkämpfe in Jassy statt.
Tyroler vertrat die rumänischen Farben auch bei der inoffiziellen Schacholympiade 1926 in Budapest, bei der er mit der Mannschaft die Bronzemedaille gewann. Allerdings hatten nur vier Mannschaften teilgenommen. An der dritten Schacholympiade 1930 in Hamburg nahm er ebenfalls mit Rumänien teil.
Seine beste historische Elo-Zahl von 2554 erreichte Tyroler im Januar 1913 und belegte damit Rang 37 in der Welt.